# Euxenistis
Euxenistis là một chi bướm đêm thuộc họ Noctuidae.